# Molophilus (Molophilus) honestus
Molophilus (Molophilus) honestus is een tweevleugelige uit de familie steltmuggen (Limoniidae). De soort komt voor in het Neotropisch gebied.